# Henriettea boliviensis
Henriettea boliviensis är en tvåhjärtbladig växtart som först beskrevs av Célestin Alfred Cogniaux, och fick sitt nu gällande namn av Penneys, Michelangeli, Judd och Frank Almeda. Henriettea boliviensis ingår i släktet Henriettea och familjen Melastomataceae. Inga underarter finns listade i Catalogue of Life.